# Manoel Alves da Costa Brancante
Manoel Alves da Costa Brancante (São Miguel de Cotegipe, atual Simões Filho, 14 de setembro de 1836 – 24 de julho de 1912) foi um médico brasileiro.
Foi eleito membro da Academia Nacional de Medicina em 1875.